# Jan Papadopulos
Jan Papadopulos (in. Ioannis Papadopoulos Koukouzelis, Kukuzeles, Koukuzeles; ur. ok. 1280 w Dirachionie, Bułgaria, zm. 1375 na Górze Athos, Grecja) – bułgarski śpiewak na dworze cesarskim w Konstantynopolu, kompozytor, teoretyk muzyki, twórca notacji neobizantyńskiej.

## Życiorys
O jego życiu nie mamy żadnych informacji źródłowych, a jedynie dwie wersje życiorysu oraz liczne wzmianki w późniejszych rękopisach.
Jan Papadopulos urodził się w Dirachionie, na terenach ówczesnej Bułgarii (obecnie Durrës, Albania), i jako dziecko przeniósł się do Konstantynopola. Tam był śpiewakiem na dworze cesarskim i ze względu na swój głos uzyskał miano Angelophōnos („anielski głos”). Przezwisko Koukouzelis („fasola i groch”), zostało mu nadane po tym, jak na pytanie, co jadł na obiad na pełnych przepychu ucztach na dworze cesarskim, odparł „fasolę i groch”. Podczas pobytu na dworze pobierał nauki w zakresie muzyki u Jana XIII Glykysa. Następnie wstąpił do monastyru Wielka Ławra, w którym zarówno wykonywał, jak i komponował utwory muzyczne. Po śmierci w 1375 roku został pochowany w kaplicy archanioła w monastyrze Wielka Ławra.

## Działalność kompozytorska
Jako kompozytor wprowadził muzykę bizantyńską w nowy okres, który trwał aż do końca XVIII wieku i jest określany mianem „drugiego źródła muzyki greckiej” (po św. Janie z Damaszku). Stworzył między innymi tak zwany wielki ison śpiewu papadiczewskiego (zbiór 60 formuł śpiewów bizantyńskich o charakterze dydaktycznym), układał księgi śpiewów (akoluthia) oraz pisał utwory ze wszystkich gatunków muzyki bizantyńskiej. Jako teoretyk muzyki napisał Hermenēja tēs parallagēs tou trochou, usystematyzował neumy i zwiększył ich liczbę, tworząc notację neobizantyńską.

## Kult
W późniejszym okresie Jan Papadopulos został uznany za świętego Kościoła prawosławnego, jego wspomnienie przypada 1?/14 października.
Imię Jana Papadopulosa nosi szkoła muzyczna w Durrës oraz zatoka Kukuzela na wyspie Livingstona (Szetlandy Południowe).